# Марко Бианкини
Марко Леви Бианкини (на италиански: Marco Levi Bianchini) е италиански психиатър.

## Живот
Марко Бианкини е роден през 1875 г. в еврейско семейство от град Ровиго. Започва да учи медицина в Падуа и след това става преподаващ асистент в психиатричната клиника в Ночера Инфериоре. През 1924 г. се издига в главен лекар на психиатричната болница в Терамо. Преди това започва да води кореспонденция със Зигмунд Фройд и пре 1915 г. публикува „Пет лекции по психоанализа“. След това издава „Сънят“ (пак превод на Фройд) и „Три есета по теория на сексуалността“.
През 1921 г. започва да си сътрудничи с Едуардо Вайс за разпространение на психоанализата. Година по-късно става член на Виенското психоаналитично общество и основава през 1925 г. в Терамо Италианско психоаналитично общество, което изненадва Вайс. Фройд съветва Вайс да се заеме с това и да помогне на обществото. През 1932 г. седалището на обществото е преместено от Терамо в Рим, а Бианкини е направен почетен доживотен президент. С възхода на фашизма в Италия на Бианкини му е забранено да практикува и е принуден да подаде оставката си като главен лекар в Ночера. След войната има частна практика, но участва все по-малко в дейностите на обществото.